# José Sacristán
José María Sacristán Turiégano (Chinchón, 23 settembre 1937) è un attore spagnolo, considerato uno dei migliori interpreti teatrali e cinematografici del suo Paese.

## Biografia
Attore dalla lunga carriera, iniziata negli anni sessanta, si mise in evidenza durante la transizione spagnola, con le interpretazioni in Asignatura pendiente e in Un hombre llamado Flor de Otoño, dove recitava il ruolo del protagonista. Per quel film fu premiato con la Concha de Plata al miglior attore al Festival Internazionale del Cinema di San Sebastián. È stato premiato molte altre volte in carriera, ancora con la Concha de Plata nel 2012 per El muerto y ser feliz, pellicola grazie alla quale è stato premiato anche con il Premio Goya e il "Premio Cinematográfico José María Forqué", oltre ad altri premi minori. Memorabile anche la sua partecipazione alla commedia Letti selvaggi. Notevole anche la sua attività teatrale, tra cui l'interpretazione, negli anni novanta, nei musical El hombre de La Mancha e My Fair Lady.

## Vita privata
Vive nel suo Paese con la terza moglie: in seconde nozze aveva sposato l'attrice argentina Leonor Benedetto (da lui conosciuta sul set del film Un posto nel mondo), divorziando poi dopo alcuni anni. Ha tre figli.

## Filmografia parziale

### Cinema
- La strana legge del dott. Menga (No desearás la mujer del vecino), regia di Fernando Merino (1971)
- Pasqualino Cammarata... capitano di fregata, regia di Mario Amendola (1973)
- La ragazza con gli stivali rossi (La femme aux bottes rouges), regia di Juan Luis Buñuel (1974)
- Le lunghe vacanze del '36 (Las largas vacaciones del 36), regia di Jaime Camino (1976)
- Asignatura pendiente, regia di José Luis Garci (1977)
- Un hombre llamado Flor de Otoño, regia di Pedro Olea
- L'ingorgo, regia di Luigi Comencini (1978)
- Ogro (Operación Ogro), regia di Gillo Pontecorvo (1979)
- Letti selvaggi, regia di Luigi Zampa (1979)
- Un posto nel mondo (Un lugar en el mundo), regia di Adolfo Aristarain (1992)
- Cosas que hacen que la vida valga la pena, regia di Manuel Gómez Pereira (2004)
- Roma, regia di Adolfo Aristarain (2004)
- Magical Girl, regia di Carlos Vermut (2014)

### Televisione
- Velvet – serie TV, 55 episodi (2014-2016)
- Velvet Colección - serie TV, 2 episodi (2017)
- La gloria e l'amore (Tiempos de guerra) - serie TV (2017)
- Alto mare - serie Tv (2019-in corso)

## Doppiatori italiani
- Rodolfo Bianchi in Velvet, Velvet Collection
- Ferruccio Amendola in Pasqualino Cammarata... capitando di fregata
- Manlio De Angelis in Letti selvaggi